# Alfredo Spasciani
Alfredo Spasciani (1891) è stato un bobbista italiano.

## Biografia
Nato nel 1891, a 33 anni partecipò ai primi Giochi olimpici invernali, quelli di Chamonix-Mont-Blanc 1924, nel bob a quattro insieme a Leonardo Bonzi, Adolfo Bocchi, Luigi Tornielli di Borgolavezzaro e Alberto Visconti, concludendo la 1ª manche con il tempo di 4'08"44, ma non partecipando alle altre.